# Júnior Urso
Ocimar de Almeida Júnior, mais conhecido como Júnior Urso (Taboão da Serra, 10 de março de 1989), é um futebolista brasileiro que atua como volante. Atualmente está no Charlotte dos EUA, que disputa a MLS.

## Carreira

### Santo André
Júnior iniciou sua carreira no Esporte Clube Santo André, na Região do Grande ABC. Em 2009, disputou o Campeonato Paulista da Segunda Divisão pelo Palestra de São Bernardo, por empréstimo da equipe da cidade vizinha. 

### Ituano
Em 2010 foi para o Ituano, clube do interior de São Paulo.

### Paraná
Após boa campanha em 2011, teve seus direito federativos comprados pelo Avaí que logo emprestou Júnior ao Paraná Clube.

### Avaí
Ainda em 2011 o Avaí solicitou a volta do atleta para compor o elenco que disputa o Campeonato Brasileiro da Série A. Sua estreia pelo time, foi no jogo em que o Avaí saiu derrotado pelo Grêmio por 2–1 na Ressacada no dia 25 de setembro.

### Coritiba
No fim de 2011, acertou com o Coritiba. Onde teve boa passagem, apesar de a principio ser muito criticado pela torcida. Ficou marcado por não fazer gols, principalmente na final da copa do brasil de 2012, disputada entre Coritiba e Palmeiras, na qual o jogador perdeu 2 gols frente ao goleiro.

### Shandong Luneng
No dia 14 de fevereiro de 2014, pouco antes da estreia oficial do time principal do Coritiba na temporada 2014, foi dado a notícia de que o Júnior Urso estava de saída para o futebol chinês. No dia seguinte, a negociação foi dada como certa. O Coritiba vai receber U$D 2,5 milhões pela venda do jogador (praticamente R$ 6 milhões de reais na cotação atual), e Júnior Urso, para o Shandong Luneng.

### Atlético Mineiro
No dia 12 de fevereiro de 2016, Júnior Urso foi anunciado pelo presidente do Atlético Mineiro, Daniel Nepomuceno, como novo reforço do clube para a temporada 2016. O jogador foi emprestado até o final do ano pelo Shandong Luneng, com o passe fixado no valor de 2 milhões de dólares.
Em sua apresentação, o jogador destacou que em seu período no futebol chinês havia aprimorado seus quesitos ofensivos, e logo em sua estreia demonstrou seu faro de gol, ao marcar um dos gols da vitória atleticana por 5–1 sobre o Boa Esporte, em partida válida pelo Campeonato Mineiro.

### Guangzhou R&F
Em dezembro de 2016, foi confirmada a venda de Júnior Urso para o Guangzhou R&F por U$D 3 milhões.

### Corinthians
No dia 4 de fevereiro de 2019, Júnior Urso foi anunciado pelo Corinthians, como novo reforço do clube. O jogador veio de graça após rescindir contrato com o clube chinês, Guangzhou R&F. O jogador foi acertado por três temporadas. O volante realizou sua estreia pelo clube alvinegro em 17 de fevereiro, contra o São Paulo em jogo válido pelo Campeonato Paulista atuando como titular durante grande parte do duelo. 3 dias após sua primeira partida, marcou o seu primeiro gol contra o Avenida pela Copa do Brasil, jogo vencido pelo Corinthians por 4-2. No dia 30 de maio ele fez um dos gols que deu a classificação ao Corinthians contra a equipe do Desportivo Lara da Venezuela, partida válida pela Copa Sul-Americana, vencida por 2-0 pelo Corinthians.[carece de fontes?]

### Orlando City FC
Foi contratado pelo Orlando City em dezembro de 2019, onde assinou por 4 temporadas.

## Títulos
Coritiba
- Campeonato Paranaense: 2012 e 2013

Shandong Luneng
- Copa da China: 2014
- Supercopa da China: 2015

Corinthians
- Campeonato Paulista: 2019

Orlando City
- U.S. Open Cup: 2022

### Prêmios individuais
- Seleção do Campeonato Mineiro: 2016
- Seleção do Campeonato Paulista: 2019